# Allgemeiner Deutscher Handels- und Gewerbeverein
Der Allgemeine Deutsche Handels- und Gewerbeverein wurde 1819 unter maßgeblicher Beteiligung von Friedrich List gegründet. Er strebte die Schaffung eines Binnenmarktes ähnlich wie in England an.
Gegründet wurde der Verein während der Ostermesse 1819 in Frankfurt am Main. Beteiligt waren vor allem süd- und mitteldeutsche Unternehmer. Friedrich List formulierte als Konsulent die Ziele des Vereins. Diese bestanden in der Überwindung der innerdeutschen Zollgrenzen. Nach außen plädierte List für einen moderaten Schutzzoll. Der Verein initiierte eine große Petitionsbewegung und versuchte die Regierungen und Fürsten von diesen Zielen zu überzeugen. Diese lehnten eine Einmischung von außen in die staatlichen Angelegenheiten auf dem Höhepunkt der Restaurationsära allerdings strikt ab.
Das Ziel wurde schließlich schrittweise auf der politischen Bühne der deutschen Staaten innerhalb des Deutschen Bundes erreicht, wobei der Allgemeine Deutsche Handels- und Gewerbeverein keine Mitwirkung hatte aber mit publizistischen und politischen Kampagnen auf die Verhandelnden einzuwirken suchte. Am 22. März 1833 kam es dann zur Gründung des Deutschen Zollvereins. Die Auflösung des Allgemeinen Deutschen Handels- und Gewerbevereins erfolgte 1871.